# Velma Margie Barfield
Margie Velma Bullard Barfield, geb. Margie Velma Bullard (* 29. Oktober 1932; † 2. November 1984) war eine US-amerikanische Serienmörderin. Sie war die erste Frau, die nach der Wiedereinführung der Todesstrafe 1976 in North Carolina durch die Giftspritze in den USA hingerichtet wurde.
Velma Barfield vergiftete zwei Ehemänner, einen Lebenspartner und vier Arbeitgeber mit Arsen. Der erste ihr zugeordnete Mord geschah an ihrem ersten Ehemann. Er starb an Rauchvergiftung, als das Haus brannte. Im Prozess gab sie an, alle Opfer umgebracht zu haben, um ihren Drogenkonsum finanzieren zu können. Im Gefängnis wurde sie eine wiedergeborene Christin. Sie ist Koautorin des Buches Woman on Death Row und lehnte Anträge auf Aufschiebung der Hinrichtung ab.